# Section Bonne-Nouvelle
Pour les articles homonymes, voir Bonne-Nouvelle.
La section Bonne-Nouvelle était, sous la Révolution française, une section révolutionnaire parisienne.

## Représentants
- Pierre Simon Joseph Jault, artiste né à Reims en 1764, demeurant rue de l'Égalité en 1793, puis 371, rue Saint-Claude en 1794.
- Pierre Léon Lamiral, fruitier puis employé à la poste au bureau des départs, né à Paris en 1756, habitant 18 rue Beauregard.
- Christophe Antoine Véron, parfumeur et officier de paix, né en 1751 où 1752, demeurant 518 rue Saint-Denis

## Historique
Cette section n’a jamais changé de nom depuis 1790.

## Territoire
Il correspondait aux rues de Cléry et des Fossés-Montmartre.

## Limites
Le boulevard, à droite, de la rue Poissonnière à la rue Saint-Denis : la rue Saint-Denis, à droite, jusqu’à la rue Thévenot : la rue Thévenot, à droite, jusqu’à la rue des Petits-Carreaux : les rues des Petits-Carreaux et Poissonnière, à droite, jusqu’au boulevard.

## Intérieur
Les rues de la Lune, Beauregard, et toutes celles qui y aboutissent ; partie de la rue de Cléry, depuis la rue des Petits-Carreaux jusqu’au boulevard ; les rues de Bourbon, Saint-Claude, Sainte-Foy, Saint-Philippe, des Filles-Dieu, de Halle-à-la-Marée, etc., et généralement toutes les rues, culs-de-sac, places, etc. enclavées dans cette limite.

## Local
La section Bonne-Nouvelle se réunissait dans l’église de Bonne-Nouvelle.

## Population
14 860 habitants, dont 2 330 ouvriers et 1 800 économiquement faibles. La section comprenait 1 600 citoyens actifs.

## Évolution
Après le regroupement par quatre des sections révolutionnaires par la loi du 19 vendémiaire an IV (11 octobre 1795) qui porte création de 12 arrondissements, la présente section est maintenue comme subdivision administrative, puis devient, par arrêté préfectoral du 10 mai 1811, le quartier Bonne-Nouvelle  (5e arrondissement de Paris).